# Caserne Roques

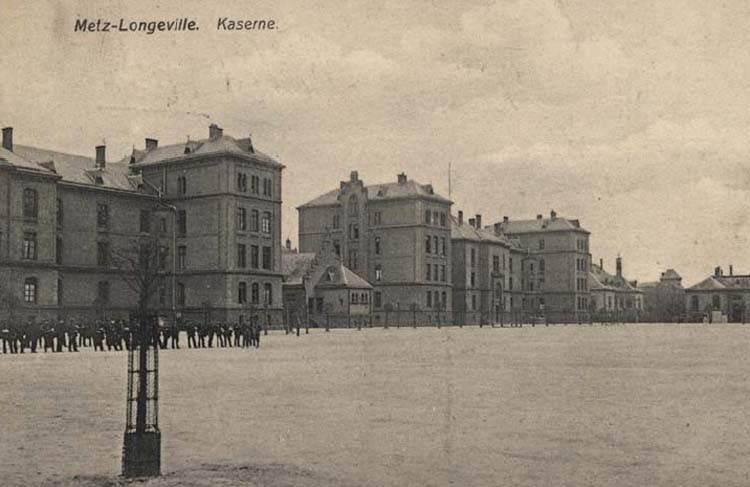
Innenhof der 67er Infanteriekaserne. Das Wachgebäude zwischen den beiden Unterkunftblocks wurde abgebrochen.

Die Caserne Roques (ursprünglich: 67er Kaserne) war eine Infanteriekaserne in Le Ban-Saint-Martin im Festungsbereich Metz.

## Historisches
Militärisch gesehen war Metz für das Deutsche Reich ein äußerst wichtiger strategischer Punkt, den es nach dem Erwerb zu sichern galt. Die Militärbehörden gingen daher unverzüglich, nachdem Elsaß-Lothringen an Deutschland gefallen war, daran, die Stadt militärisch aufzuwerten. Es wurden große Anstrengungen unternommen, um, neben den Festungswerken, neue Kasernen zu bauen und somit die Garnison zu vergrößern. Die Stärke der Garnisonstruppen bewegte sich ständig zwischen 15.000 und 20.000 Mann aller Waffengattungen, um dann vor Beginn des Ersten Weltkriegs schließlich auf 25.000 Mann anzuwachsen. Kaiser Wilhelm II. sagte bei einem Besuch anlässlich einer Besichtigung der Bauarbeiten in der Stadt und an den Gürtelforts:

„Metz und sein Armeekorps stellen einen Stützpfeiler für das preußische Militär in Deutschland dar, dazu bestimmt den Frieden in Deutschland und auch in Europa sicherzustellen.“

## Bau und Lage
Die Kaserne wurden 1898 gebaut, um darin Truppen des neu aufgestellten XVI. Armeekorps unterzubringen. Sie liegt am Fuß des „Mont Saint-Quentin“ einerseits und am Moselufer andererseits. Die Gebäude sind im Wilhelminischen Stil errichtet. Die Anlage war groß genug, um den größten Teil des Infanterieregiments Nr. 67 aufzunehmen.

## Nutzung
Bis zum Jahre 1919 lagen deutsche Truppen in der Kaserne, die nach dem Verlust von Elsaß-Lothringen an die französische Armee überging und dann „Caserne Roques“ genannt wurde. Ab 1926 lag hier das „402e régiment d’artillerie“ (402. Artillerieregiment) in Garnison. Während des Zweiten Weltkriegs war die Liegenschaft zwischen 1940 und 1944 von der Wehrmacht genutzt. 1945 erneut von der französischen Armee übernommen, erfolgte die Rückbenennung in „Caserne Roques“ und die Belegung mit dem „2e régiment du génie“ (2. Pionierregiment). Danach waren Fernmelder einquartiert und zuletzt wurde die Liegenschaft nur noch als Depot genutzt. Im Jahr 1970 endete die militärische Nutzung und die ehemalige deutsche Kaserne wurde ab 1980 in Studenten- und Sozialwohnungen umgewandelt. Der Name der Anlage lautet seither: „Résidence Saint-Quentin“ Die Originalgebäude sind nicht mehr komplett erhalten, so fehlt z. B. die Wache.